# Otokar Kent
L'Otokar Kent è un modello di autobus e autosnodato ad allestimento urbano o interurbano prodotto dall'azienda turca Otokar. Il Kent nelle sue varie versioni si è diffuso principalmente nel suo paese di origine anche se diversi esemplari sono presenti anche in Georgia, Giordania, Israele, Italia, Malta, Polonia, Serbia, Slovacchia e Spagna.
In Italia, gli Otokar Kent C sono presenti nelle seguenti aziende: ANM Napoli, Cavourese Torino, LINE Lodi,  ATAP Pordenone, Autoguidovie, Autolinee Toscane, AMA S.p.a. L’Aquila, ATC La Spezia.

## Versioni
Il Kent C è la versione urbana del Kent disponibile in tre lunghezze (10,78, 12 e 18,75 metri) con alimentazione a gasolio, gas naturale compresso (solo versione 12 metri) e in versione elettrica (solo versione 12 metri); ne viene commercializzata anche una versione da12 metri con guida a destra (RHD). Di base monta un motore Cummins ISB6.7E6 nella versione a gasolio, MAN E0836 LOH04 nella versione GNC e DAF MX 11 per la versione autosnodata.
Per il trasporto interurbano è invece presente il Kent U LE a pianale ribassato con una lunghezza complessiva di 12,2 metri e alimentazione solo a gasolio.